# 독립 가톨릭교회
독립 가톨릭교회는 가톨릭이라고 생각하면서 로마 가톨릭교회와 독립적인 평신도와 성직자를 말한다.

## 예시
- 중국천주교애국회
- 구 가톨릭교회
- 극단적인 전통주의 가톨릭 일부 : 교황공석주의(Sedevacantism)